# Football Club Stade Nyonnais
 (août 2023).
Maillots
Actualités
Le FC Stade Nyonnais est un club de football suisse basé à Nyon. Il évolue depuis la saison 2023/24 en Challenge League (D2).

## Historique
Au début des années 1900, de nombreux clubs de football sont fondés à Nyon dont le FC Stade Nyonnais fondé le 29 octobre 1905 sous le nom de « Bluet » par Oscar Aeby, Edmond Delay, Emile Aeby et Pierre Robin. Le nom du club change plusieurs fois, devenant « Lémania », « Nyon Stade » puis « Stade Nyonnais FC ».
En 1924, le Stade s'éloigne de la Place Perdtemps et commence à jouer ses matchs sur un terrain nouvellement construit à Marens, Nyon (le terrain est maintenant utilisé par l'école Secondaire de Nyon-Marens).[1] En 1925, l'équipe a été promue au deuxième niveau du football suisse après avoir été couronnée championne régionale de Romandie (région francophone de Suisse) et reste dans cette ligue durant les six années suivantes. La même année, le Stade participe au premier tournoi de la Coupe de Suisse au cours duquel il atteint les huitièmes de finale.[1] En 1926, Jean Wirz, élu président du Stade Nyonnais la décennie suivante, forme la première section juniors du club.
En 1946, le Stade Nyonnais a été promu au troisième niveau du football suisse (Première Ligue) A dans lequel il reste pendant les cinq années suivantes avant d'être relégué en 2ème Ligue jusqu'en 1968. L'année 1967 voit l'inauguration du Parc des Sports de Marens.
Après des finales perdues de promotion en Ligue Nationale B (2ème niveau de jeu) en 1971 et 1972 dans le "chaudron de Marens", le Stade a effectué plusieurs aller-retour entre la 1ère Ligue et la 2ème Ligue dans les années 80.
Le club est promu pour la première fois de son histoire en ligue nationale B à l'issue de la saison 1997-1998. Le club est relégué après deux saisons en deuxième division.
Le club a connu son meilleur parcours en Coupe de Suisse en 2007 lorsqu'il a réussi à atteindre les quarts de finale. La compétition s'est terminée pour Les Nyonnais par une défaite 2-0 contre le FC Bâle.
Promu en Challenge League en 2008, le Stade Nyonnais y reste jusqu'au terme de la saison 2011-12. Après 11 années passées en 1ère Ligue Promotion, le club est à nouveau officiellement promu en Challenge League le 6 mai 2023. Toutefois, il a dû attendre le 26 mai pour pouvoir fêter la promotion à la suite de l'obtention de la licence III.

## Affiliation à la ligue
| Saisons     | Championnat                                   |
| ----------- | --------------------------------------------- |
| 1918–1922   | Serie C (III)                                 |
| 1922–1923   | Serie C (IV)                                  |
| 1923–1925   | Serie B (III)                                 |
| 1925–1931   | Serie Promotion / 2. Liga (II)                |
| 1931–1937   | 2ème Ligue (III)                              |
| 1937–1941   | 3ème Ligue (IV)                               |
| 1941–1944   | 2ème Ligue (III)                              |
| 1944–1946   | 2ème Ligue (IV)                               |
| 1946–1951   | 1ère Ligue (III)                              |
| 1951–1968   | 2ème Ligue (IV)                               |
| 1968–1984   | 1ère Ligue (III)                              |
| 1984–1985   | 2ème Ligue (IV)                               |
| 1985–1986   | 1ère Ligue (III)                              |
| 1986–1988   | 2ème Ligue (IV)                               |
| 1988–1990   | 1ère Ligue (III)                              |
| 1990–1993   | 2ème Ligue (IV)                               |
| 1993–1998   | 1ère Ligue (III)                              |
| 1998–2000   | Ligue Nationale B (LNB) (II)                  |
| 2000–2008   | 1ère Ligue (III)                              |
| 2008–2012   | Challenge League (II)                         |
| 2012–2023   | 1ère Ligue Promotion / Promotion League (III) |
| depuis 2023 | Challenge League (II)                         |

## Joueurs et personnalités du club

### Présidents
- 1905-1908 : Oscar Aeby
- 1908-1910 : Célestin Bidal
- 1910-1912 : Henri Jonneret
- 1912-Inconnu : Charles Memboury
- Dates inconnues : Henri Baillif
- 1919-1920 : Francis Lecomte
- 1920-1921 : Engène Alvasi
- 1921-1922 : Charles Memboury
- 1922-1924 : Emile Wirth
- 1924-1925 : Armand Froidevaux
- 1925-1931 : Emile Filletaz
- 1931-1933 : William Reguin
- 1933-Inconnu : Georges Favre
- Dates inconnues : Jean Wirz
- Inconnu-1939 : François Chaulmontet
- 1939-1940 : Georges Borlat
- 1940-1945 : Jean Pavillon
- 1945-1949 : Robert Mayor
- Dates inconnues : Charles Rauss
- 1951-Inconnu : Robert Mayor
- Inconnu-1957 : Henri Wenger
- 1957-1959 : Roger Pelichet
- 1959-1971 : Gilbert Prodolliet
- 1971-1973 : Raymond Maget
- 1973-1976 : Bernard Bruch
- 1976-1981 : Marcel Gaille
- 1981-1984 : Bernard Bruch
- 1984-1990 : Gabriel Guillot
- 1990-1994 : Maurice Campiche
- 1994-2000 : Jean-François Kurz
- 2000-2001 : Gabriel Guillot (ad interim)
- 2001-2003 : Roland Brunner
- 2003-2009 : Daniel Perroud
- 2009-2010 : Giuseppe Luongo
- 2010-2012 : Didier Henriod
- 2012-2014 : Viviane Freymond
- 2014 : Claude Savioz
- 2014-2015 : Mirko Müller
- 2015 : Philippe Mortge
- 2015-2022 : Vartan Sirmakes
- Depuis 2022 : Varoujan Symonov & Sassoun Simarkes (association)
- Depuis mai 2023 : Michel Palma (pour la SA)

### Entraîneurs
- 1965-1968 : Albert Tachet
- 1968 : Gérard Penel
- 1968-1973 : Pierre Georgy
- 1973-1974 : Henri Briffod
- 1974 : Bernard Jeanprost
- 1974-1977 : Pierre Georgy
- 1977-1978 : Henri Gillet
- 1978-1980 : Marco Baciocchi
- 1980-1984 : Pierre Georgy
- 1984-1987 : Claude Mariétan
- 1987-1989 : Michel Carluccio
- 1989-1990 : Roger Défago
- 1990 : Steve Malbaski
- 1990-1991 : Hans-Jörg Pfister
- 1991-1995 : Peter Pazmandy
- 1995 : Pierre-Albert Tachet
- 1995-1997 : Marco Schällibaum
- 1997-2000 : Christophe Moulin
- 2000-2001 : Gustave Ostermann
- 2001-2002 : Patrice Roggli
- 2002-2003 : Pierre-Albert Tachet
- 2003 : Pablo Higueras
- 2003-2005 : Luca Ippoliti
- 2005-2006 : Arpad Soos
- 2006-2007 : Christian Zermatten
- 2007-2009 : Arpad Soos
- 2009-2010 : Frantz Barriquand
- 2010-2011 : John Dragani
- 2011-2012 : Jean-Michel Aeby
- 2012-2015 : Bernardo Hernandez
- 2015-2016 : Sébastien Bichard
- 2016 : Vittorio Bevilacqua
- 2016-2018 : Oscar Londono
- 2018-2019 : John Dragani
- 2019 : Ricardo Dionisio
- 2020-2022 : Anthony Braizat
- 2022-2024 : Christophe Caschili
- Depuis 2025 : Andrea Binotto

## Stade
Le 13 août 1967, le terrain de Marens est inauguré par un match entre le Servette FC et le FC La Chaux-de-Fonds. Le Stade Nyonnais y joue jusqu'à l'inauguration du centre sportif de Colovray en juin 1991,.
Les installations du centre sportif de Colovray comprennent notamment cinq terrains engazonnés, un terrain synthétique. Le terrain principal a une capacité de 7 200 spectateurs.